# Lola LC89
Chronologie des modèles (1989-1990)
Lola LC88B Lola 90
La Lola LC89 est la monoplace de Formule 1 conçue par le constructeur britannique Lola et engagée par l'écurie française Larrousse dans le cadre du championnat du monde de Formule 1 1989, à partir du Grand Prix de Saint-Marin, la deuxième manche de la saison. Elle est pilotée par le Français Yannick Dalmas, remplacé successivement par son compatriote Éric Bernard et l'Italien Michele Alboreto, et par le Français Philippe Alliot.
En 1990, une version B de la LC89 est alignée pour les deux premières manches de la saison. Elle est confiée au Français Éric Bernard et au Japonais Aguri Suzuki.

## Résultats en championnat du monde de Formule 1
| Saison | Écurie            | Moteur               | Pneus    | Pilotes          | Courses | Courses | Courses | Courses | Courses | Courses | Courses | Courses | Courses | Courses | Courses | Courses | Courses | Courses | Courses | Courses | Points inscrits | Classement |
| Saison | Écurie            | Moteur               | Pneus    | Pilotes          | 1       | 2       | 3       | 4       | 5       | 6       | 7       | 8       | 9       | 10      | 11      | 12      | 13      | 14      | 15      | 16      | Points inscrits | Classement |
| ------ | ----------------- | -------------------- | -------- | ---------------- | ------- | ------- | ------- | ------- | ------- | ------- | ------- | ------- | ------- | ------- | ------- | ------- | ------- | ------- | ------- | ------- | --------------- | ---------- |
| 1989   | Équipe Larrousse  | Lamborghini 3512 V12 | Goodyear |                  | BRÉ     | SMR     | MON     | MEX     | USA     | CAN     | FRA     | GBR     | ALL     | HON     | BEL     | ITA     | POR     | ESP     | JAP     | AUS     | 16*             | 16e        |
| 1989   | Équipe Larrousse  | Lamborghini 3512 V12 | Goodyear | Yannick Dalmas   |         | Abd     | Nq      | Nq      | Nq      | Nq      |         |         |         |         |         |         |         |         |         |         | 16*             | 16e        |
| 1989   | Équipe Larrousse  | Lamborghini 3512 V12 | Goodyear | Éric Bernard     |         |         |         |         |         |         | 11e     | Abd     |         |         |         |         |         |         |         |         | 16*             | 16e        |
| 1989   | Équipe Larrousse  | Lamborghini 3512 V12 | Goodyear | Michele Alboreto |         |         |         |         |         |         |         |         | Abd     | Abd     | Abd     | Abd     | 11e     | Npq.    | Nq      | Npq.    | 16*             | 16e        |
| 1989   | Équipe Larrousse  | Lamborghini 3512 V12 | Goodyear | Philippe Alliot  |         | Abd     | Abd     | Nc      | Abd     | Abd     | Abd     | Abd     | Abd     | Npq.    | 16e     | Abd     | 9e      | 6e      | Abd     | Abd     | 16*             | 16e        |
| 1990   | Espo Larrousse F1 | Lamborghini 3512 V12 | Goodyear |                  | USA     | BRÉ     | SMR     | MON     | CAN     | MEX     | FRA     | GBR     | ALL     | HON     | BEL     | ITA     | POR     | ESP     | JAP     | AUS     | 11**            | 6e         |
| 1990   | Espo Larrousse F1 | Lamborghini 3512 V12 | Goodyear | Éric Bernard     | 8e      | Abd     |         |         |         |         |         |         |         |         |         |         |         |         |         |         | 11**            | 6e         |
| 1990   | Espo Larrousse F1 | Lamborghini 3512 V12 | Goodyear | Aguri Suzuki     | Abd     | Abd     |         |         |         |         |         |         |         |         |         |         |         |         |         |         | 11**            | 6e         |

Légende : ici 

* Aucun point marqué en 1989 avec la Lola LC88B.

** 6 points marqués en 1990 avec la Lola 90.